# Italienische Europapolitik
Nach dem Sturz des Duce Mussolini erkannten der italienische König Viktor Emmanuel III. und sein Ministerpräsident Marschall Pietro Badoglio, dass sich Italien nicht in die Neutralität retten konnte. Beide verstanden, dass Italien weiter am Krieg teilnehmen und an die Seite der Alliierten rücken musste. Die partielle Besetzung Italiens durch die deutschen Truppen erlaubte keine andere Wahl.
Alcide de Gasperi, von 1944 bis 1946 italienischer Außenminister Italiens, spürte, dass die Amerikaner und die Engländer Italien nicht als einen alliierten, sondern einen besiegten Staat erachteten. De Gasperi, zwischenzeitlich von 1945 bis 1953 Ministerpräsident geworden, musste 1947 eine Regierung ohne Sozialisten und Kommunisten formieren: Das Ziel dabei war es, die USA-Aufbauhilfe (Marshallplan) zu erhalten. Doch als Italien 1949 Gründungsmitglied der NATO wurde, stand de Gasperi innenpolitisch einer „Nein“-Front von Kommunisten, linken Katholiken, Sozialdemokraten und Sozialisten gegenüber. In diesen schwierigen innen- und außenpolitischen Zeiten sah er jedoch schließlich einen Ausweg: Europa. Mit der Öffnung nach Europa kam de Gasperi einer pro-europäischen Grundstimmung in der Bevölkerung entgegen, wodurch er die angeführte „Nein“-Front beruhigen konnte. Aus dieser Ausgangslage heraus wurde Italien Gründungsmitglied des Europarats, der Montanunion, der WEU und schließlich der EWG (Römische Verträge vom März 1957).
Anfang der 1960er Jahre sahen sich die italienischen Sozialisten (PSI) und die Sozialdemokraten in der Bundesrepublik (SPD) durch de Gaulle herausgefordert. De Gaulles Vorstellungen eines Europas vom Ural bis zum Atlantik und das Ansehen Frankreichs sowohl innerhalb der NATO als auch innerhalb der europäischen Organisationen waren von seiner Ambition nach der „Grandeur“ Frankreichs eingeprägt. Sein Ziel war es, Frankreichs Größe im Zusammenhang des Kalten Krieges bestätigt zu sehen. Demzufolge konnten de Gaulles Entscheidungen nicht immer von den westlichen Partnern akzeptiert werden. Seine Missbilligung der Europapolitik bekräftigten die PSI und die SPD darin, die europäische Integration und die geschaffenen Institutionen, nach ihrem Scheitern zu Beginn der 1950er Jahre, zu stützen. Zu Beginn der 1960er Jahre wurden in Italien und Deutschland Koalitionen zwischen den sozialdemokratischen Parteien und den christdemokratischen Parteien möglich, wovon die Europapolitik maßgeblich geprägt wurde.
Anschließend beteiligte sich Italien bis in die 1990er Jahre hinein an allen wichtigen Akten der europäischen Integration (Maastricht, Amsterdam, Nizza, Befürwortung der Osterweiterung), allerdings nicht ohne Schwierigkeiten.
Die Entscheidung der Vereinigung zum Europäischen Währungssystem (EWS) traf Ministerpräsident Giulio Andreotti 1979 gegen das Votum der italienischen Zentralbank (Banca d’Italia). Aufgrund der massiven Staatsverschuldung, hoher Inflationsraten und der in den 1980er Jahren versagten Fiskalpolitik der italienischen Regierungen musste Italien 1992 wieder aus dem EWS aussetzen.
Außer der Staatsfinanzkrise hatte Italien in den 1990er Jahren weitere politische Probleme. Das Land erlebte eine Krise der etablierten Parteien, begleitet von Problemen des Sozialstaates, des Arbeitsmarktes und der Währung sowie gewaltgeladener Kriminalität und sozialer Spannungen.
In dieser Lage erzwangen der Vertrag von Maastricht und dessen Konvergenzkriterien eine größere politische Disziplin, insbesondere stärkere Anstrengungen zur Herstellung finanzieller Stabilität. Hierzu führten die „technischen Regierungen“ von Giuliano Amato, Carlo Azeglio Ciampi und Lamberto Dini ambitionierte, teilweise schmerzliche, jedoch letzten Endes zwingend erforderliche Reformen durch.
Nach harten Unterhandlungen und noch härteren Beschränkungen wurde Italien 1996, dank des entschiedenen Kurses des Schatz- und Haushaltsministers Ciampi, der konsequenten Führung Romano Prodis als Regierungschef und der Unterstützung aller Partner der damaligen Mitte-links-Koalitionsmehrheit, wieder in das EWS aufgenommen. Nach drei Jahren, am 1. Januar 1999, trat das Land in die Europäische Währungsunion (EWU) ein. Den Weg dorthin eröffneten vor allem die damalige Haushaltspolitik und eine damit einhergehende Steuererhöhung, sowie partielle Deregulierungen und Privatisierungen, die die Italiener fast klaglos akzeptierten.
Am 1. Januar 2002 wurde der Euro als Währung auch in Italien eingeführt. Nach den Wahlen im Jahr 2001 übernahm eine neue Koalition in einer Mitte-Rechts-Regierung, bestehend aus den Parteien Forza Italia (FI), Lega Nord (LN), Alleanza Nazionale (AN) und Unione Democratica Cristiana (UDC), die politische Führung. Sie betrachtete die europäische Integration kritisch. Vor allem in der AN und in der LN dominierten nationalistische und antieuropäische Kräfte, die die Beziehungen mit den europäischen Institutionen abkühlen ließen.
Seit 2011 brachten die „technischen Regierungen“ von Mario Monti und Enrico Letta einen starken Reformprozess in Gang, um die Eurokrise und die Staatsverschuldung Italiens zu bekämpfen.
Am 27. Februar 2014 wurde die Partito Democratico (PD) ein Mitglied der Fraktion der Progressiven Allianz der Sozialdemokraten im Europäischen Parlament (S&D).
Von 1. Juli bis Ende Dezember 2014 hatte Italien die EU-Ratspräsidentschaft von Griechenland übernommen. Das Programm der italienischen Präsidentschaft umfasste drei Themenkomplexe:
- „Europa für Wirtschaftswachstum und Beschäftigung“, wobei strukturelle Reformen und Innovation im Mittelpunkt standen;
- „Europa näher an den Bürgern: ein Raum der Demokratie, des Rechts und der Freiheit“: Ziel war es, eine größere Bürgernähe herzustellen, u. a. gefördert durch verlässlichere und transparentere Institutionen;
- „Neuer Impuls für die Europäische Außenpolitik“: hierbei standen vor allem der Mittelmeerraum und die unmittelbaren Nachbarstaaten der EU im Fokus, unter besonderer Beachtung der Migrationspolitik.[5]

Das Land nominierte Federica Mogherini zum Mitglied der Europäischen Kommission. Sie ist die Hohe Vertreterin der EU für Außen- und Sicherheitspolitik und Vizepräsidentin der Kommission.
Italien setzt sich für die zügige Umsetzung des Lissabon-Vertrags angehend einen schnellen Aufbau des Europäischen Auswärtigen Dienstes (EAD) ein. Der Prozess der EU-Erweiterung um neue Mitglieder (besonders der Türkei und der westlichen Balkanländer) wird außerdem von Italien aktiv unterstützt. Die Themen EU-Wachstum, Beschäftigung und die Stärkung des Außenhandels der EU sowie Migrations-, Asyl- und Flüchtlingspolitik sind derzeit Schwerpunkte Italiens auf europäischer Ebene.